# Demografia della Francia
Al 1º gennaio 2010 la popolazione francese ammontava a 65.447.374 persone, delle quali 62.793.432 residenti nella Francia metropolitana e le restanti nei Dipartimenti e Territori d'oltremare.
All'inizio del Novecento, la popolazione francese era inferiore rispetto a quella degli altri grandi Stati europei. Tuttavia, il numero di abitanti crebbe fortemente grazie al Baby boom che seguì la seconda guerra mondiale. Nei trenta anni gloriosi (1945-1973), la ricostruzione del Paese e la consistente crescita economica portarono alla nascita del fenomeno dell'immigrazione per motivi di lavoro. La legge francese, d'altra parte, favoriva l'immigrazione di migliaia di coloni, di etnia o nazionalità francese, dalle ex-colonie dell'Africa e dell'Asia. Un milione e seicentomila europei pieds noirs giunsero nella madrepatria dal Maghreb. Negli anni settanta, inoltre, oltre 30.000 coloni francesi lasciarono la Cambogia, caduta sotto il regime dei Khmer rossi, quando il governo di Pol Pot ne confiscò le proprietà.
Tuttavia, dopo la crisi energetica del 1973, furono introdotti alcuni provvedimenti legislativi per limitare l'immigrazione. Inoltre, il tasso di natalità in quegli anni declinò sensibilmente. Fin dagli anni ottanta la Francia ha smesso di essere meta di una immigrazione di massa. Nel frattempo, tuttavia, dopo essere sceso per alcuni anni, il tasso di natalità cominciò a risalire a metà degli anni novanta fino a tornare vicino al livello di rimpiazzo, cioè 2,1 figli per donna. Si calcola che negli ultimi anni gli immigrati sono stati la fonte di un quarto della crescita demografica, comunque un dato minore che nella maggior parte degli altri Paesi europei. Secondo uno studio INSEE del 2006, "l'incremento naturale è vicino a 300.000 persone, un livello che non era più stato raggiunto da trent'anni. L'immigrazione netta è stimata in 93.600 persone, poco più che nel 2005".

## Evoluzione storica

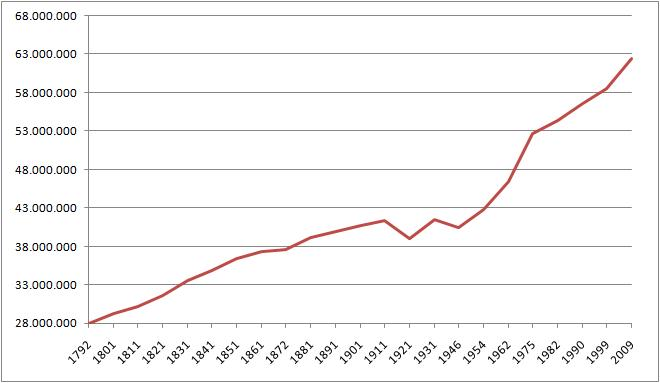
Crescita della popolazione francese (madrepatria) a partire dal 1792

A partire dal 1800, l'evoluzione storica della popolazione è stata in Francia estremamente atipica rispetto al resto del mondo occidentale. A differenza che nel resto d'Europa, la Francia non ebbe una forte crescita della popolazione nel XIX secolo e nella prima metà del XX. Il tasso di natalità in Francia diminuì molto prima che negli altri Stati europei. Di conseguenza, la crescita demografica fu abbastanza lenta per tutto l'Ottocento, fino a toccare il minimo nella prima metà del Novecento, quando la Francia sperimentò la crescita zero, mentre, al contrario, la popolazione di Germania e Regno Unito cresceva velocemente.
Secondo alcuni questo fatto, a cui si sommarono le gravi perdite umane della prima guerra mondiale, è tra le motivazioni alla base della débacle francese nel 1940. All'epoca, la Francia era spesso indicata come un Paese avviato verso un irreversibile declino. Inoltre, in base alle teorie razziste abbastanza diffuse negli anni tra le due guerre mondiali, il declino demografico francese era spesso attribuito, soprattutto nella Germania nazista e negli ambienti conservatori britannici, alle caratteristiche genetiche della presunta "razza francese".
Tale declino demografico è tanto più evidente se si considera che storicamente la Francia era la nazione più popolosa d'Europa: durante il XVII secolo vi abitava un quinto della popolazione europea, frazione che era stata un quarto nel Medioevo.
Comunque, dopo il 1947 la Francia sperimentò una decisa ripresa demografica. Sebbene anche negli altri Paesi occidentali si sia verificato un baby boom, quello francese fu di maggiore dimensione e più prolungato, con la sola eccezione degli Stati Uniti. Dunque, negli anni cinquanta e sessanta la Francia ebbe una crescita demografica dell'1% annuo, il più alto tasso della storia del Paese.
Sebbene dopo il 1975 la popolazione francese sia cresciuta ad un ritmo decisamente minore, la crescita demografica rimane ancora leggermente più veloce che nel resto d'Europa (solo Irlanda e Paesi Bassi mantengono una crescita comparabile) e molto più veloce che nell'Ottocento e nella prima metà del Novecento. Dunque, dopo essere stata superata per numero di abitanti da Regno Unito (1911) e Italia (1931) nella prima metà del Novecento, alla fine del secolo la Francia ha sorpassato tali nazioni, rispettivamente nel 2000 e nel 1985, posizionandosi attualmente come il terzo Stato più popoloso d'Europa dopo Russia e Germania.

## Natalità
Nel 2008 il numero di figli per donna è 2,02 per le donne della Francia metropolitana e dei territori e dipartimenti d'oltremare e di 2,00 per la sola Francia metropolitana
La tabella sottostante riporta l'evoluzione del tasso di fecondità totale (TFT).
| Anno | N° di nati | TFT  | Anno | N° di nati | TFT  |
| ---- | ---------- | ---- | ---- | ---------- | ---- |
| 1960 | 819 951    | 2,74 | 1995 | 729 609    | 1,71 |
| 1964 | 877 800    | 2,91 | 1996 | 734 338    | 1,73 |
| 1970 | 850 381    | 2,48 | 1997 | 726 768    | 1,73 |
| 1971 | 881 284    | 2,50 | 1998 | 738 080    | 1,76 |
| 1972 | 877 506    | 2,42 | 1999 | 744 791    | 1,79 |
| 1973 | 857 186    | 2,31 | 2000 | 774 782    | 1,87 |
| 1974 | 801 218    | 2,11 | 2001 | 770 945    | 1,88 |
| 1975 | 745 065    | 1,93 | 2002 | 761 630    | 1,86 |
| 1980 | 800 376    | 1,95 | 2003 | 761 464    | 1,87 |
| 1985 | 768 431    | 1,81 | 2004 | 767 816    | 1,90 |
| 1990 | 762 407    | 1,78 | 2005 | 774 355    | 1,92 |
| 1991 | 759 100    | 1,77 | 2006 | 796 896    | 1,98 |
| 1992 | 743 658    | 1,73 | 2007 | 785 985    | 1,96 |
| 1993 | 711 610    | 1,66 | 2008 | 801 000    | 2,00 |
| 1994 | 710 993    | 1,66 | 2009 | 824 641    | 2,00 |
| Anno | N° di nati | TFT  | Anno | N° di nati | TFT  |